# Підземний храм-мавзолей (Херсонес)

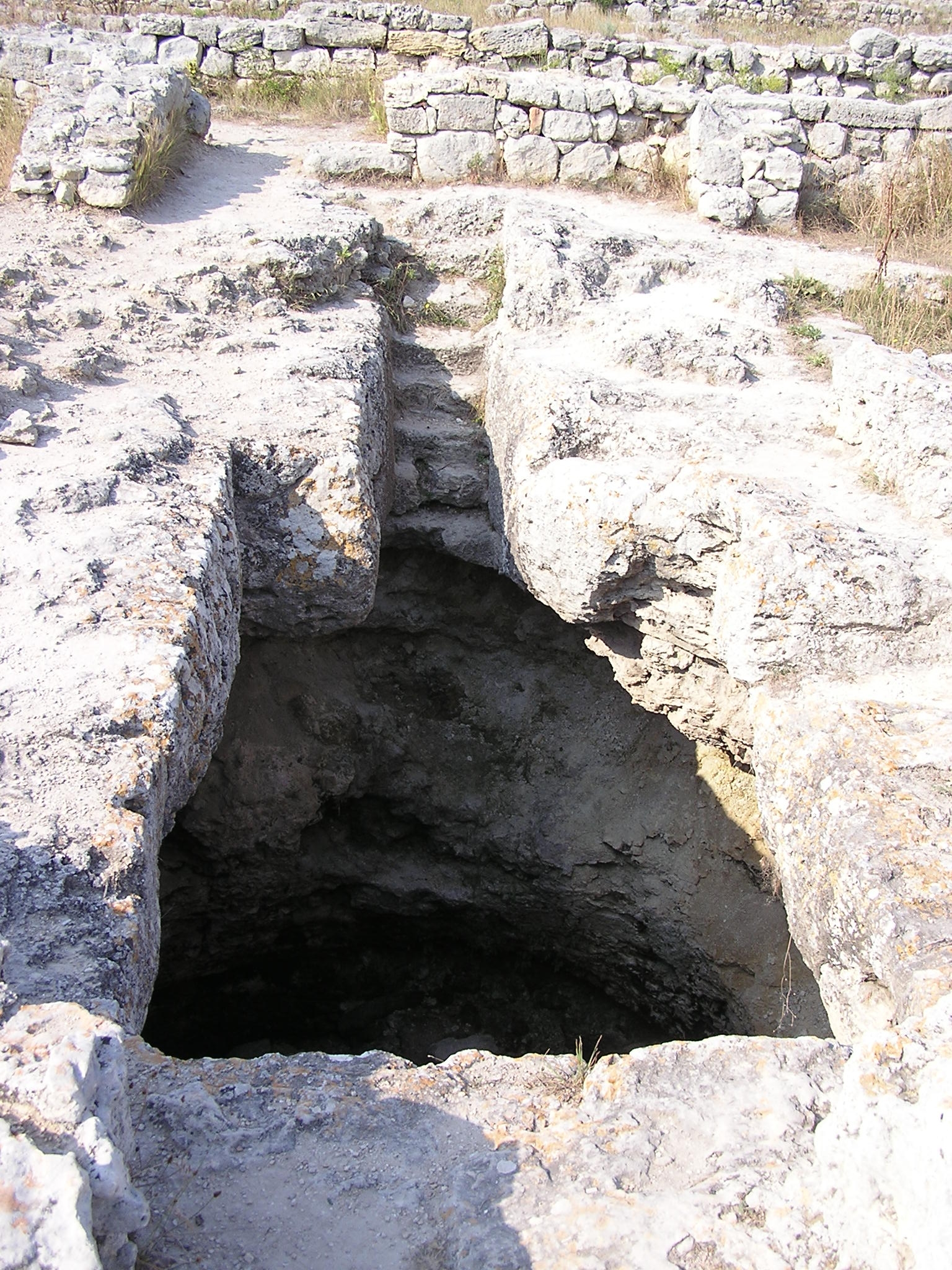
Підземний храм-мавзолей

Підземний храм-мавзолей — один з храмів Херсонесу ранньохристиянського часу. Також називається печерним храмом. На думку багатьох фахівців храм було споруджено в V столітті, проте деякі історики припускають, що храм виник раніше, й датують його першими століттями нашої ери.

## Історія
Храм розташований у III кварталі на Головній вулиці. Храм-мавзолей вирубаний в скелі. На плані має форму витягнутого чотирикутника з трьома нішами-конхами з боків. До храму вели сходи, верхня частина яких теж була вирубана в скелі, а нижче спускалися дерев'яними сходами (збереглися вирубки для балочного перекриття). Археологи припускають, що спершу тут могла бути велика рибозасольна цистерна.
У пізніші часи над храмом спорудили каплицю, що також тепер зруйнована: збереглася лише частина апсиди.
Підземний храм-мавзолей був знайдений під час розкопок Одеського товариства історії та старожитностей у 1883 році. Усередині храму було виявлено декілька християнських поховань, а також знайдено монети, глиняні світильники тощо.
У 1980 — 1984 роках С. А. Бєляєв провів архітектурні обміри храму та нові розкопки й запропонував свою реконструкцію.
Зараз від храму залишилося тільки незвичайної форми заглиблення в землі. Проте археологи вважають, що оздоблення храму було доволі багатим і не поступалося іншим херсонеським культовим спорудам. Припускають, що в цьому храмі зберігалися мощі невідомого святого мученика.